# 苏威
蘇威（542年—623年），字無畏，京兆郡武功縣人。蘇綽之子。中国隋朝政治家。隋文帝、煬帝两代重臣。

## 生平
父亲蘇綽是西魏宇文泰的心腹、蘇威5歳時，父亲去世。継承美陽县公（《周書》作美陽伯）的爵位，任郡功曹。北周重臣宇文護礼遇他，想把女儿新興主嫁给他。蘇威知道宇文護専横，恐怕惹祸上身，逃亡山中。为叔父所迫只好承諾婚姻，但终日在山寺中读書励志。不久，授使持節、車騎大将軍、儀同三司，改封怀道县公。北周武帝親政后，为稍伯下大夫，宣帝时为開府儀同大将軍。
随国公楊堅（后来的隋文帝）为丞相掌握北周实权，高熲向楊堅推举蘇威。蘇威投靠楊堅，听说禅让之事，重回乡里，高熲追回了他。581年，楊堅即位建隋，授蘇威太子少保、爵位邳国公，兼務納言、民部尚書。蘇威、高熲共辅朝政，隋文帝非常信任，苏威历任刑部尚書、御史大夫、吏部尚書，制定隋律令《开皇律》，为法制整備做出大貢献。589年，为尚書右僕射。592年，国子博士何妥与蘇威之子蘇夔議論宮中音乐制度，論者多畏惧蘇威权势，附和蘇夔意見。何妥上奏蘇威与盧愷、薛道衡、王弘、李同和为朋党，蘇威被免官，一年后，復官爵，为納言。601年，再任尚書右僕射。
隋煬帝即位，加蘇威大将軍。607年，高熲、賀若弼被誅殺，蘇威連座免官。不久，再为納言，与宇文述、裴矩、裴蘊、虞世基参与朝政，人称五貴。
612年，煬帝起兵遠征高句麗，蘇威兼務左武衛大将軍、光禄大夫，爵位進寧陵侯、房公。蘇威以年请求致仕，隋炀帝不許，翌年，再征高句麗，苏威兼右禦衛大将軍。度重的劳役使高句麗遠征失敗，楊玄感等人在各地相次反乱，天下开始大乱，蘇威几度劝諫煬帝，煬帝不听。616年，因裴蘊讒言，苏威下獄。同年7月，煬帝行幸江都，苏威随行。
618年宇文化及殺煬帝，任命蘇威为光禄大夫、開府儀同三司。宇文化及失败，苏威仕于李密，李密敗北，蘇威归順王世充。621年，李世民灭王世充。李世民坐于东都阊阖门内，苏威请谒见，称老病不能拜起。李世民遣人数之曰：“公隋朝宰辅，政乱不能匡救，遂令品物涂炭，君弑国亡。见李密、王充，皆拜伏舞蹈。今既老病，无劳相见也。”不久，归于长安，至朝堂请见，又不许。卒于長安家中，享年82岁。
其子蘇夔，有二子：十八学士之一的苏勗和台州刺史苏亶。苏亶的女儿是唐太宗的太子李承的太子妃，苏亶的儿子苏瑰、孙子蘇頲后来都做到了宰相。

## 家族
- 十世祖：曹魏都亭侯、河东相、侍中苏则
- 九世祖：苏怡，无子
- 九世祖：苏愉，袭都亭侯
- 祖父：苏协
- 父亲：苏绰，美阳县公。
- 叔父：苏椿，字令钦，赐姓贺兰氏。
  - 侄子：苏植
  - 长子：苏夔，字伯尼，随晋王文学、太子洗马、鸿胪卿，著《乐志》一部。
    - 长孙：苏勗，尚唐高祖女南昌公主，秦王府十八学士之一。
      - 曾孙：苏均，虔州刺史
        - 玄孙：苏儁

      - 曾孙：苏，冬官尚书，为来俊臣诬陷下狱而卒。
        - 玄孙：苏献，太常博士、驾部郎中

    - 孙：苏儇，隋尚辇直长，唐晋州司功
      - 曾孙：苏昱，弱冠明经高第，寻授右屯卫仓曹参军。擢授沛王府骑曹参军。寻丁父艰去职。服阕，留君沛府仓曹，秩满，迁绛州闻喜县令。终虔州刺史。

    - 孙：苏亶，秘书丞、池州、台州刺史
      - 曾孙女：苏氏，李承乾太子妃，李象母
      - 曾孙：苏瓌，侍中、左仆射、许文贞公
        - 玄孙：苏颋，中书侍郎，同平章事，许文宪公
        - 玄孙：苏冰，虞部郎中，无子
        - 玄孙：苏诜，给事中、兖州、徐州刺史
        - 玄孙：苏乂，职方郎中、右补阙、京兆尹
        - 玄孙：苏颖，朝请大夫守别驾临潼县开国男
        - 玄孙：苏颜，淮安太守

      - 曾孙：苏琛，广州刺史
        - 玄孙：苏炯
        - 玄孙：苏韪，琅琊太守

  - 次子：苏季
    - 孙：苏澄，沁州刺史
      - 曾孙：苏绾，工部郎中、荆南府司马
      - 曾孙：苏丕，楚丘令

## 延伸阅读
[在维基数据编辑]
 《隋書·卷41》，出自魏徵《隋书》
 《周書·卷23》，出自令狐德棻《周書》
 《北史·卷063》，出自李延壽《北史》